# Шисеј ан Турен
Шисеј ан Турен (фр. Chissay-en-Touraine) насеље је и општина у централној Француској у региону Центар (регион), у департману Лоар и Шер која припада префектури Блоа.
По подацима из 2011. године у општини је живело 1148 становника, а густина насељености је износила 63,18 становника/km². Општина се простире на површини од 18,17 km². Налази се на средњој надморској висини од 63 метара (максималној 138 m, а минималној 55 m).

## Демографија
| 1962. | 1968. | 1975. | 1982. | 1990. | 1999. | 2011. |
| ----- | ----- | ----- | ----- | ----- | ----- | ----- |
| 846   | 856   | 850   | 846   | 871   | 916   | 1.148 |

График промене броја становника у току последњих година